# Ватрослав Облак
Ва̀трослав Игна̀ций О̀блак (на словенски: Vatroslav Ignacij Oblak) е виден словенски австрийски славист от ΧΙΧ век, специалист по словенските диалекти и сравнителна славянска филология и езикознание.
Изучава македонските български диалекти, като допринася за изследването на архаичния солунски говор, на генезиса на старобългарския език (старославянския) и за опровергаването на т. нар. панонска теория, според която Кирило-Методиевият език е този на панонските славяни. С тези си приноси Облак има важна роля в ранното развитие на българското езикознание.

## Биография

### Образование
Облак е роден на 15 май 1864 година в словенския град Целе, Австрийската империя, в семейството на художника и златар Игнаций Облак. Основно образование получава в родния си град и в 1874 година постъпва в гимназията в Целе. Повтаря 1-ви, 2-ри и 4-ти клас, като най-слабите му оценки са по словенски и латински език. По-късно обаче започва да напредва добре в училище. В 7-и клас заболява от белодробна туберкулоза, за една година прекъсва обучението си и постъпва в 8-и клас през есента на 1885 година. Облак става лидер на гимназиалната общност в Целе, но на 26 ноември 1885 година е изключен от всички австрийски гимназии, тъй като, за да демонстрират словенско национално съзнание, със съучениците си от хора на училището изпяват императорския химн на словенски език. За да завърши средно образование, се мести в Загреб, Унгария, където се дипломира в 1886 година.
В гимназията Облак първоначално се интересува от история и негов идол е Наполеон, но в 4-ти клас започва да чете езиковедска литература и зарязва всички останали предмети. Чете ентусиазирано популярните езикови, исторически и етнографски статии в словенските списания и особено в годишника на Словенската матица „Летопис Матице Словенске“. Привлечен е от популярните, псевдонаучни, романтични статии на отец Даворин Тръстеняк, познат на баща му. Чрез Тръстеняк се запознава с трудовете за славянските наречия на Ян Бодуен де Куртене, виден и оригинален полски лингвист. На 28 декември 1881 година като ученик в 5-и клас Облак пише първото си писмо до Куртене в Казан с искане за книги и оттогава до края на живота си поддържа с него постоянна кореспонденция и става негов верен последовател. В горните класове на гимназията усърдно изучава славянско и общо езикознание, като си изписва книги от Университетската библиотека в Грац. Чете Миклошич, Шлайхер, Гайгер, Шмит, Лескин, Асколи, Паул и други лингвисти. Учи обща фонетика по Брюке, Сиеверс и Техмер, както и фонология и диалектология на славянските езици. В Загреб научава отлично и хърватски. От Загреб за пръв път пише на словенския лингвист Станислав Шкрабец, с когото по-късно редовно кореспондира и дискутира различни въпроси, особено такива, свързани с историята на словенския език. Основното му езиковедско самообразование в гимназията е направлявано от дистанционния му учител Бодуен, който допринася много за оформянето му като самостоятелно мислещ учен, неробуващ нито на традиционния сравнително-исторически подход в славянската филология, нито на възникващия младограматизъм.
През есента на 1886 година, с добри познания по въпросите на общото езикознание, фонетиката, сравнителното езикознание и старославянския език, заминава за Виенския университет, където учи славянска филология и сравнително литературознание при Ватрослав Ягич, Фридрих Мюлер, Рудолф Мерингер и Рихард Хайнцел. Във Виена попада под силното влияние на втория си духовен учител – Ватрослав Ягич и напълно се отдава на славистиката. Изучава история и диалектология на словенския език, хърватска и българска диалектология, участва активно в Семинара по славянска филология на Ягич и от лингвистиката се насочва към филологията. Със смелите и плодотворни идеи Облак бързо се превръща в най-старателния ученик на Ягич, и Ягич се надява на него да остави издаването на основното славистично списание „Архив фюр славише филологи“ след оттеглянето си.

### Ранна научна дейност
Докато е в гимназията Облак не публикува нищо, но събира материали и още по време на първата си година в университета, благодарение на широката си осведоменост и на рано оформените си научни критерии, започва активно да публикува, предимно в „Архив фюр славише филологи“ – за по-малко от 10 години има над 150 статии, отзиви, рецензии и есета в списанието. Пише също така в „Летопис Матице Словенске“ както и в „Люблянски Звон“ – художествено списание, занимаващо се широко и с лингвистичните въпроси. Основните научни търсения на Облак са свързани със словенския език и особено с неговата история. За целта проучва много стари словенски текстове, като едновременно с това поне отчасти ги публикува и така създава научна база за бъдещите изследователи. Така например още в 1887 година публикува в „Летопис Матице Словенске“ три словенски ръкописа от XVII век, в същата година в „Люблянски Звон“ публикува и описва неизвестния дотогава Канизиев катехизис от 1762 година, а в 1889 година публикува „Най-стари словенски текстове“ и много други. Облак анализира фонологията, морфологията, синтаксиса и лексиката на паметниците и стига до различни верни заключения, като например, че всички словенски наречия са се развили до известна степен от X до XIV век, че най-старите протестантски документи са писани на народен език, докато по-късно книжовният език и народният говор започват да се отличават, че в миналото езиковите явления нямат същия обхват като днес и т.н.
На 11 март 1891 година Облак защитава филологическата докторска дисертация „Die kirchenslavische Übersetzung der Apokalypse“ (Църковнославянският превод на Апокалипсиса), публикувана в „Архив фюр славише филологи“. Въз основа на текстове от XIII – XIV век, повечето фрагментарни, Облак доказва, че Апокалипсисът е преведен от оригинален гръцки текст във византийска редакция, преди панонския период, може би в Света гора или изобщо в област със силно богомилско влияние.
За да събере повече диалектологичен материал, Облак започва да пътува из словенските земи. Още в 1887 година той посещава Бела Крайна, но без да успее да осъществи реални проучвания. В 1891 година заминава за Каринтия (Корошка), установява се в Санкт Стефан при Блайбург (Щебен при Пилберг) и изучава първо подюнското и рожанското наречие, а по-късно зилското и свързаното с него каналско. Събира обилен материал от тези диалекти, както и стари езикови документи, и възнамерява да напише два труда върху тях, но не успява.

### Изследвания върху българския език
След няколко месеца Облак печели стипендията „Линсберг“ на Виенския университет и през есента на 1891 година по поръка на Ягич заминава за Солун с амбициозен план за изучаване на тамошния славянски диалект.
От 1890 година почти във всеки брой на „Архив фюр славише филологи“ Облак рецензира български лингвистични изследвания – на Любомир Милетич, Беньо Цонев, Марин Дринов, Иван Шишманов, Стоян Аргиров и други. Рецензиите му в голяма степен се отличават от стандартите – в тях Облак често разширява темата, привежда собствени емпирични материали като доказателства или контрадоказателства, формулира нови идеи, които по-късно развива и така обогатява развитието на славянската и българската филология. Поканен от своя виенски състудент и приятел Димитър Матов и министър Иван Шишманов, Облак започва да пише в редактирания от тях „Сборник за народни умотворения, наука и книжнина“. Със своите сериозни научни изследвания, публикувани в списанието, Облак допринася значително за утвърждаването на младата българска славистика и за оформянето на нейните цели и изследователски методи.
Интересът към старобългарския (старославянския) език се поражда у Облак покрай изследванията му на словенските диалекти. Още в 1887 година във Виена пише в „Архив фюр славише филологи“ „Ein Beitrag zum slavischen Imperativ“ (Принос към славянския императив) и „Das altslovenische Imperfekt pečaahъ“ (Старославянският имперфект pečaahъ). Оттогава Облак става все по-добър славист, с все по-широк поглед върху целия славянски свят в езиково, историческо и етнографско отношение, но водещи за него си остават проблемите на старославянския. Той ги засяга в рецензията и на „Altslovenische Studien“ (Старославянски студии) на Вацлав Вондрак, както и в „Zur Provenienz der Kijewer und Prager Fragmente“ (За произхода на киевските и пражките фрагменти). В тези трудове Облак дава мнението си и за различни старославянски писмени паметници – Супрасълския сборник, който според него е възникнал в България, като преводът е по-нова българска редакция, може би на територията на Югозападна Русия, Дакия или Източна Словакия, Клоцовия сборник – български оригинал, непосредствено от началото на следпанонския период, преписан на хърватска почва, Савината книга, Пражките и Киевските листове.
Въз основа на анализ на езиковите особености на старобългарските паметници, Облак предполага съществуването на различни южнославянски книжовни школи – източно и западнобългарска. Съвременните му слависти приемат с резерви тази класификация, но опитът му за систематизация и групиране с голямо значение за науката.
Облак преди всичко оценява, поправя и допълва мненията на други изследователи. Изказва се и за латинизмите в старославянските паметници и най-вече за прародината на старославянския език, където изследванията му имат най-голяма тежест в развитието на науката.

#### Произход на Кирило-Методиевия език
Облак навлиза в Кирило-Методиевата проблематика като отличен палеограф, славист и текстолог. По това време в научните среди по отношение на старославянския език господства създадената от Йерней Копитар и поддържана от Франц Миклошич теория, според която езикът на солунските братя произлиза от Панония. Облак обаче в университета изследва усърдно всички старославянски паметници и на базата на езиковия материал си създава свое мнение за родината на старославянския език – околностите на Солун, мнение, подкрепяно и развито теоретично и от учителя му Ягич.
Интересът на европейската славистика към солунския диалект възниква през 1863 година след публикуването на прочутата дописка от солунското село Висока в цариградския вестник „Съветник“, в която има много примери за запазен назализъм и се засилва от последвалите публикации на български учени за него – Атанас Шопов, Кузман Шапкарев, Петър Драганов.
В Солун Облак провежда теренни изследвания и събира автентични езикови материали, за да може емпирично да потвърди теорията на Ягич за произхода на Кирило-Методиевия език. Изследванията му са прецизни, а принципите за систематизиране на материала – ясни. Докато е в Солун, Облак записва езиков материал от местни информатори, неповлияни нито от книжовния български език, нито от други български говори, като наблюденията му са върху солунския говор – село Сухо, съседно на Висока, (от неграмотен чирак) – и дебърския говор – селата Галичник (от овчар в Солунско), Клене (от десетгодишен пристигнал в Солун първокласник) и Обоки.
В началото на март 1892 година Облак започва първото си пътуване на север от града и изследва говорите на селата Ново село, Градобор, Бугариово, Ватилък и Вардаровци, като разпитва възрастни жени, които не напускат родните си места. На петия ден от обиколката си обаче, Облак е арестуван във Вардаровци от османските власти по обвинение, че се занимава с подготовка на въстание. След намеса на австро-унгарския консул в Солун, Облак е освободен, но е принуден веднага да напусне империята. Виенският вестник „Нойе Фрайе Пресе“ описва събитието така:
| „ | Австрийският филолог д-р Облак, изпратен от Виенската академия с препоръка от правителството в Македония за изучаване на славянските наречия, е бил арестуван по време на излет към Сяр в село Вардаровец, отведен в затвора в Солун, но е освободен още на следващия ден. При няколко видни българи, с които д-р Облак е работил, включително гимназиалния директор Димитров, книжаря Самарджиев, учителят Битраков и търговците Стоянов и Драндаров са били проведени обиски и няколко от тях са арестувани. Австрийското консулство в Солун е докладвало на барон Каличе и поискало намесата му с цел освобождаване на арестуваните личности. | “ |

В писмата си до Марин Дринов Ягич разказва как първоначално виенската общественост посреща обвиненията срещу Облак със силно неодобрение, но постепенно те започват да се използват с политически цели. Антиславянският пещенски немски вестник „Пещер Лойд“ публикува статия с обвинения срещу Облак, като опасен панславист, а руските вестници „Свет“ и „Новости“ пишат, че Облак е изпратен от виенското правителство агитатор. Ягич ходатайства в австрийското външно министерство за освобождаването на задържаните с Облак българи.
При пътуването си в Македония Облак открива всички характерни фонетични черти на старославянския език в наречието източно от Солун, говорено в село Сухо. Това му заключение е в съзвучие с историческите факти и с езиковите данни, изтъкнати от Павел Шафарик и Франц Миклошич. Тези си заключения Облак доразвива в „Die Halbvokale und ihre Schicksale in den stüdslavischen Sprachen“ (Полугласните и тяхната съдба в южнославянските езици), което е съществен принос в българската историческа фонетика, и особено в „Einige Capitel aus der bulgarischen Grammatik“ (Някои глави от българската граматика). Тази голяма рецензия върху труда на Антони Калина за историята на българския език има силен приносен характер и в нея Облак отново поставя въпроса за родината на славянския книжовен език, която според него е Македония, но е трудна за точно фиксиране поради разнообразните фонетични особености – вокализъм, групите шт и жд, епентетично л и най-вече ринезъм. Проблемът с произхода на старославянския е засегнат и в рецензията му на историята на словенската литература от Карел Глазер. Мнението си за произхода на старобългарския (старославянския) от македонските говори Облак основава предимно на запазването на носовите гласни, на изговора ê за ѣ, на групите шт и жд като наследници на праславянските *tj, *dj и на о и е за ъ и ь.
В 1894 година Облак издава в „Сборника за народни умотворения, наука и книжнина“ труда си „Принос към българската граматика“, в който доразвива изследванията си върху българския език. В този станал класически за българската наука труд. Облак от историческа и сравнителна гледна точка разглежда носовите гласни, полугласната и сричкотворните р и л. Целият труд е предимно на базата не на източните, а на македонските български диалекти, които са наричани от Облак „български македонски говори“. В него Облак също отбелязва, че по запазения ринезъм говорите в Южна Македония се намират в непосредствена близост с родината на старославянския език.
В 1896 година, след смъртта на Облак, Ягич редактира и издава Облаковите „Macedonische Studien“ (Македонски изследвания), към които прибавя и единадесет изключително интересни писма, които Облак му пише от Солун. В книгата Облак по категоричен начин разгромява и погребва панонската теория за характера на старославянския език и доказва истинския произход на българския език. Откритието на Облак е определяно като „най-значимото откритие в славистиката през ΧΙΧ век“. В студията езиковите явления в трите българска говора – дебърския на Галичник, Клене и Обоки и двата солунски – на Сухо и на североизточните солунски села – се разглеждат паралелно и на практика тя е сравнителна диалектология на югозападните български говори.
Аргументите на Облак за родината на Кирило-Методиевия език са приети за окончателни, но други негови тези – например за еровете и за сонантичното l, са оспорени от Цонев и Милетич.

#### Езикова принадлежност на македонските говори
В писмата си, издадени с „Macedonische Studien“, Облак засяга въпроса и за езиковата принадлежност на македонските говори, като заявява, че това не е проблем на лингвистиката:
| „ | Славянските диалекти на Македония са от особен интерес за славянската филология по много причини. Най-вече те са определящи при въпроса за родината на старославянския. Окончателното решение на старославянския въпрос е невъзможно без точно познаване на южномакедонските диалекти, особено на диалекта, който се говори в района на Солун. В по-ново време интересът към македонските диалекти е свързан предимно с отношението им към българската и сърбо-хърватската диалектна група. Става въпрос за спорния напоследък въпрос дали славянските жители на Македония принадлежат към българите или сърбите. От филологична гледна точка въпросът трябва да се зададе така: потвърждават ли по-голямата част от характерните специфики на различните македонски диалекти тяхната по-тясна връзка с българската или сърбо-хърватската диалектна група? Дали жителите се чувстват като българи или сърби – те могат да решат сами, това не е проблем на славянската филология“. | “ |

В трудовете си Облак използва термина „македонски българи“ и принципно така определя етническата принадлежност на местното население и неговия език:
| „ | Ако някой се интересува от гръцкия или влашкия диалект в Македония, той успява, но за човек, който проявява интерес към българския диалект е трудно. Върху славянското население и неговите вълнения се гледа със зорък поглед. Интензивни връзки с българските селяни, учители и попове веднага причиняват много голямо недоверие и водят езиковедски научни пътувания до нежелан завършек. | “ |

Самият старославянски език в „Macedonische Studien“, макар и непоследователно, е наричан „старобългарски език“, а книжовните му паметници – „старобългарски паметници“ с оглед структурните особености на езика и народностната му принадлежност. В полемичната си рецензия на „Сръбско-българската етнографска прѣпирня прѣдъ науката“ на Димитър Матов Облак пишеː
| „ | Започвайки от Григорович и стигайки до Калина и Лавров, македонските диалекти като цяло са били разглеждани – със съвсем малки изключения – като част от българския език и според днешното ни разбиране на тези диалекти едва ли има сериозен изследовател, който да отхвърли тази връзка. Това прави още по-неразбираем факта, че българите все още твърдоглаво отричат съществуването на звуците c' и dj – истински страшилища за българския патриотизъм – в македонските диалекти. | “ |

В Северна Македония Облак е смятан за изследовател на така наречения македонски език.

### Изследвания върху хърватските диалекти
След изгонването му от Османската империя, Облак престоява за кратко във Виена и Целе, и през май 1892 година заминава за далматинските острови, за да изучава чакавския диалект, като остава по Адриатика до края на август. Събира обилен езиков материал от селищата на островите Хвар, Вис, Ластово, Корчула, Брач и Кърк.
След завръщането си, получава предложение да преподава словенски в Грацкия университет и през юни 1893 година се хабилитира по южнославянска филология. През зимния семестър на 1893 – 1894 година започва да преподава в Грац. Макар и преподавателската му кариера да е кратка, Облак е един от видните учени благодарение, на които в края на XIX век Грацкият университет се превръща във водещия център за словенски изследвания.
Някои от резултатите от изследванията на диалектите на далматинските острови са публикувани в „Der Dialect von Lastovo“ (Диалектът на Ластово). Наречието му е изключително любопитно, тъй като освен чакавските си особености, то показва и някои щокавски и така е преходно между двете диалектни групи. На хърватските говори Облак посвещава още няколко рецензии в „Архив фюр славише филологи“ и в „Люблянски Звон“.
Още в 1887 година Облак се изказва против т. нар. дуализъм при южнославянските езици, наследен още от византийските историци, които говорят за две групи – „славяни и българи“ и вмъкналите се между тях и разделили ги „сърби и хървати“. Облак, базирайки се на вълновата теория на Шмит, заявява, че в южнославянските езици съществува диалектен континуум, като западнобългарските македонски говори водят към сърбохърватските и словенските и така се противопоставя на Миклошич, който смята сръбския и хърватския за два отделни езика, като ограничава хърватския само до чакавските говори. Мнението му за сливането на южнославянските езици най-ясно е отразено в рецензията на Матов:
| „ | Според опита ни с всички други славянски езикови области, между различните езикови области няма рязка граница, а едно плавно преливане, едно постепенно преминаване от единия тип към другия... | “ |

Облак разделя южнославянските езици на три големи групи:
- словенска с прекмурското наречие като преходно към кайкавското,
- сърбохърватска,
- българска с някогашните седмоградски говори.[56]

### Историческа граматика на словенския език
Облак продължава заниманията си и по изследване на словенските диалекти, като проявява особен интерес към архаичните и преходните езикови явления. При изучаването на историята и диалектите на словенския Облак успява с усърдие и методичност да синтезира няколко фази на научния анализ – публикува изцяло или отчасти непознати научни паметници, изследва говори, формулира точни критерии за описанието им и ги разполага в широк пространствен и хронологичен контекст и успява, различавайки книжовноезиковия и диалектоложкия анализ, да провежда и двата.
В 1894 година отново пътува из Зилската долина. В архаичните северни словенски диалекти открива явления, свързващи ги с чешкия език. В същата 1894 година отива в Унгария, където изучава прекмурското наречие, за което установява, че притежава най-архаична лексика от словенските наречия. На следната 1895 година е в Южното Прекмурие и установява, че там се говори същия диалект като на север с единствената разлика на преход на j в gj. Облак установява, че тази особеност е още по-разгърната в Меджимурието. За меджимурския говор Облак заключава, че той е кайкавски диалект на хърватския, но преходен с прекмурския. Резултатите от проучванията му са публикувани посмъртно в 1896 година. През лятото на 1895 година Облак е за няколко дни във Випава, където установява, че езикът на Себастиян Крел не е толкова повлиян от сърбохърватския, както са мислили дотогава заради употребата на а вместо полугласна, а местното наречие използва полугласна на а-основа, която Крел просто предава с а.
Според Облак словенските писмени паметници от първите протестантски печатни издания до голяма степен отразяват говоримия словенски и показват диалектна диференциация, тъй като големите диалектни групи са оформени рано – още в Брижинските (Фрайзингенските) паметници, например, има каринтийски особености. Обаче от края на XVI – началото на XVII век книжовният език се стабилизира и започва да се отдалечава от говорната си основа. Според него диалектните различия се засилват във времето и променят географската си разпространеност. Облак смята, че историята на словенския език трябва да даде представа за еволюцията на словоформите в диалектите и едновременно с това стига до убеждението, че написването на историческа словенска граматика е възможно само след пълно изучаване на съществуващите диалекти. Тези позиции са изложени в историята му на именното склонение в словенския език, замислена още в гимназията и написана в първите две години във Виена. За този си труд от пет части Облак изцяло изследва историческите извори от XV – XVII век с изключение на Брижинските паметници. Често пъти изследваният диалектен материал е плод на самостоятелната събираческа дейност на учения и анализът му е поставен в силен сравнителен контекст. Изследването, макар и малко преждевременно, тъй като е предимно на основата на историческата диалектология, и разчитащо прекалено много на аналогията, е с основополагащо значение за словенската диалектология.
Що се отнася до класификацията на словенските диалекти Облак отхвърля тази на Миклошич – която е основана на застъпниците на ят, и която по-късни лингвисти като Фран Рамовш налагат – и предлага своя на базата на застъпниците на ъ и ь в дълги гласни. Така той обособява два големи диалектни пояса – североизточен, в който наследник на двата ера е е и югозападен, в който те са наследени от а. И все пак Облак правилно преценява, че „докато не бъдем по-добре осведомени за историческото развитие на различните явления в отделните наречия, най-добре е да се изостави всякаква класификация на словенските наречия и само да означаваме поотделно наречията според техните особености“.
В областта на словенския език са и най-големите заслуги на Облак, тъй като преди него и Шкрабец върху словенския работят предимно аматьори, а и самият Шкрабец се занимава главно с граматични и правописни въпроси и не предлага систематизация. Облак от своя страна започва методично, планирано изучаване на езика, започвайки от историческата диалектология и през анализ на текущото състояние и на базата на сравнителната славянска граматика, върви към синтез – историята на словенския език. Така повечето от откритията на Облак са верни, тъй като са основани на факти, а не на мъгляви теории.

### Смърт
През есента на 1895 година здравословното състояние на Облак се влошава значително и преподаването му става трудно. На 12 март 1896 година Философският факултет в Грац го предлага за извънреден професор по славянска филология със специалност словенски език, но Облак не успява да дочака назначението, тъй като умира от туберкулоза на 15 април 1896 година в родния си град, където е и погребан. На погребението му пристигат Ягич от Виена и специална делегация от Философския факултет на Грацкия университет.
Ягич пише в некролога на Облак в „Архив фюр славише филологи“:
| „ | Неговата научна ревност не познаваше граници, неговият творчески ентусиазъм беше невероятно голям, в слабо тяло биеше силен дух с желязна воля. | “ |

На надгробния му паметник, поставен в 1899 година, на старобългарски език е изписан библейски цитат от дисертацията му върху Апокалипсиса „Die kirchenslavische Übersetzung der Apokalypse“:
| „ | Достоинъ быстъ отъврсти кънигы (Достоен беше да разгърне книгите) | “ |

## Общи езиковедски възгледи
Творчеството на Облак се отличава с любов към граничното, и в пространствено и в хронологично отношение – диалект и книжовен език, един славянски език и всички други, старославянски език и съвременни славянски езици, тъй като според него езикът има преди всичко социален характер. Големият принос на Облак в славистиката е, че се опитва на обширна емпирична основа и с модерни методи да изработи сравнителна диалектология и историческа граматика на южнославянските езици – начинание, което след него е изоставено и южнославянските диалектоложки и диахронни проучвания в голяма степен се изолират в отделните езици.

## Частична библиография
- Trije slovenski rokopisi iz prve polovice XVII. stoletja //  Letopis Matice slovenske.   1887. с. 259 – 315. Посетен на 23 март 2016.
- Leskienova knjiga „Handbuck der altbulgarischen (altkirchenslavischen) Sprache“ //  Ljubljanski zvon 7 (2).   1887. с. 116.
- Morphologie des Görzer Mittelkarstdialektes mit besonderer Berücksichtigung der Betonungsverhältnisse von Dr. Karl Štrekelj //  Ljubljanski zvon 7 (7).   1887. с. 430 – 436, 565 – 571, 624 – 627. Посетен на 23 март 2016.
- Ein Beitrag zum slavischen Imperativ //  Archiv für slavische Philologie X.   1887. с. 143 – 151. Посетен на 28 март 2016.
- Das altslovenische Imperfekt pečaahъ //  Archiv für slavische Philologie X.   1887. с. 354 – 355. Посетен на 28 март 2016.
- Doslej neznana knjiga slovenska //  Ljubljanski zvon 8.   1887. с. 692 – 694.
- Zur Geschichte der nominalen Declination im Slovenischen //  Archiv für slavische Philologie ΧI.   1888. с. 395 – 423; 523 – 561.
- Starejši slovenski teksti //  Letopis Matice slovenske.   1889. с. 122 – 202. Посетен на 25 март 2016.
- Doneski k historični slovenski dialektologiji //  Letopis Matice slovenske.   1890. с. 180 – 236. Посетен на 23 март 2016.
- Zur Geschichte der nominalen Declination im Slovenischen //  Archiv für slavische Philologie ΧII.   1890. с. 1 – 47; 358 – 450.
- Zur Geschichte der nominalen Declination im Slovenischen //  Archiv für slavische Philologie ΧIII.   1891. с. 25 – 68.
- Doneski k historični slovenski dialektologiji, II //  Letopis Matice slovenske.   1891. с. 66 – 153. Посетен на 23 март 2016.
- Die kirchenslavische Übersetzung der Apokalypse //  Archiv für slavische Philologie XIII.   1891. с. 321 – 461.
- Das älteste datierte slovenische Sprachdenkmal //  Archiv für slavische Philologie XIV.   1892. с. 192 – 235. Посетен на 25 март 2016.
- Zwei slovenische Schwurformeln aus dem XVII. Jahrh //  Archiv für slavische Philologie XIV.   1892. с. 472 – 477. Посетен на 25 март 2016.
- Popravki in dostavki spisu Doneski k historični slovenski dialektologiji, II //  Letopis Matice slovenske.   1892. с. 222 – 223. Посетен на 25 март 2016.
- Zur Würdigung des Altslovenischen //  Archiv für slavische Philologie XV.   1893. с. 338 – 370. Посетен на 28 март 2016.
- Bibliographische Seltenheiten und ältere Texte bei den slovenischen Protestanten Kärntens //  Archiv für slavische Philologie XV.   1893. с. 459 – 468. Посетен на 25 март 2016.
- Приносъ къмъ българската граматика //  Сборникъ за народни умотворения, наука и книжнина XI.   1894. с. 517 – 581. Посетен на 3 април 2016.
- Protestantske postile v slovenskem prevodu //  Letopis Matice slovenske.   1894. с. 202 – 219.
- Die Halbvokale und ihre Schicksale in den stüdslavischen Sprachen //  Archiv für slavische Philologie XVI.   1894. с. 153 – 197. Посетен на 31 март 2016.
- Der Dialect von Lastovo //  Archiv für slavische Philologie XVI.   1894. с. 426 – 450. Посетен на 3 април 2016.
- Drobiž iz starejše književnosti slovenske //  Letopis Matice slovenske.   1895. с. 234 – 246. Посетен на 25 март 2016.
- Einige Capitel aus der bulgarischen Grammatik //  Archiv für slavische Philologie XVII.   1895. с. 129 – 185, 430 – 477. Посетен на 31 март 2016.
- Nekaj opazk k dr. Glaserja" „Odgovoru“ //  Ljubljanski zvon 15.   1895. с. 243 – 6.
- Nešto o medjumurskom narečju //  Zbornik za narodni život i običaje Južnih Slavena I.   1896. с. 44 – 62.
- Zur Provenienz der Kijewer und Prager Fragmente //  Archiv für slavische Philologie XVIII.   1896. с. 106 – 112. Посетен на 28 март 2016.
- Macedonische Studien: die slavischen Dialecte des südlichen und nordwestlichen Macedoniens //  Sitzungsberichte der Kaiserlichen Akademie der Wissenschaften in Wien, Philosophisch-Historische Klasse CXXXIV (8).   In Commission bei C. Gerold's Sohn, Wien, 1896.  Архивиран от оригинала на 2012-03-05. Посетен на 28 март 2016.